# Tanvald
Tanvald är en stad i Tjeckien.   Den ligger i distriktet Okres Jablonec nad Nisou och regionen Liberec, i den norra delen av landet, 100 km nordost om huvudstaden Prag. Tanvald ligger 479 meter över havet och antalet invånare är 6 921.
Terrängen runt Tanvald är huvudsakligen lite kuperad. Tanvald ligger nere i en dal. Runt Tanvald är det ganska tätbefolkat, med 65 invånare per kvadratkilometer. Närmaste större samhälle är Jablonec nad Nisou, 9,6 km väster om Tanvald. I omgivningarna runt Tanvald växer i huvudsak blandskog.